# 大西町
大西町（おおにしちょう）は、愛媛県の東予地方にあった町。旧野間郡。造船業とその関連産業が盛んであり、産業をはじめとした活力とゆとりをそなえた田園都市として成長を目指してきた。その施策として、古墳公園や下水道整備に着手し居住環境の質の向上を目指してきた。

## 地理

### 位置・地形
四国の北西、高縄半島の西北部に位置している。山系が東西に延び、平野は概ね北部に広がり、斎灘に面している。内陸には扇状地状に比較的緩やかな丘陵地が拡がり、さらにその背後には山間地が横たわっているが、花崗岩質であり、土質はもろい。丘陵地は果樹園として利用されているものが多い。

### 町名の由来
昭和の合併時、大井村と小西村の双方から一文字ずつ取ってくっつけた合成地名。

## 歴史
合併前の旧2村の記事も参照のこと。
- 古代には怒麻（ぬま）と呼ばれた。
- 律令時代には大井郡に属した。
- 藩政期には松山藩に属し、新町に代官所、藩の年貢蔵が置かれ、野間郡の中心として栄えた。
- 明治のはじめ、宮脇、大井浜、新町、紺原、九王、別府、星浦、脇、山之内の9箇村があった。
- 1889年（明治22年）12月15日 - 町村制施行により、宮脇、大井浜、新町、紺原、九王の合併で大井村が、別府、星浦、脇、山之内が合併し小西村となる。
- 1897年（明治30年）4月1日 - 野間郡が越智郡に統合される。

大西町発足後
- 1955年（昭和30年）3月 - 大井村と小西村との合併により、「大西町」誕生。
- 2005年（平成17年）1月 - 今治市と越智郡11か町村の合併で新:今治市となり、地方自治体としての大西町の歴史を閉じる。

```
大西町の系譜
（町村制実施以前の村）　（明治期）　　　　　　（昭和の合併）　　　（平成の合併）
　　　　　　　　　　　　町村制施行時
新町　　━━━┓
大井浜　━━━┫
宮脇　　━━━╋━━━大井村━━━━━━━━┓
九王　　━━━┫　　　　　　　　　　　　　　┃　昭和30年3月31日合併
紺原　　━━━┛　　　　　　　　　　　　　　┃　町制施行
山之内　━━━┓　　　　　　　　　　　　　　┣━大西町━━━━━━┓
脇　　　━━━┫　　　　　　　　　　　　　　┃　　　　　　　　　　┃
星浦　　━━━╋━━━小西村━━━━━━━━┛　　　　　　　　　　┃
別府　　━━━┛　　　　　　　　　　　　　　　　　　　　　　　　　┃平成17年1月16日
　　　　　　　　　　　　　　　　　　　　　　　　　　　　　　　　　┃新設合併、新・今治市発足
　　　　　　　　　　　　　　　　　　　　　　　　　　　　今治市━━╋━━今治市
　　　　　　　　　　　　　　　　　　　　　　　　　　　　朝倉村━━┫
　　　　　　　　　　　　　　　　　　　　　　　　　　　　玉川町━━┫
　　　　　　　　　　　　　　　　　　　　　　　　　　　　波方町━━┫
　　　　　　　　　　　　　　　　　　　　　　　　　　　　菊間町━━┫
　　　　　　　　　　　　　　　　　　　　　　　　　　　　吉海村━━┫
　　　　　　　　　　　　　　　　　　　　　　　　　　　　宮窪町━━┫
　　　　　　　　　　　　　　　　　　　　　　　　　　　　伯方町━━┫
　　　　　　　　　　　　　　　　　　　　　　　　　　　　上浦町━━┫
　　　　　　　　　　　　　　　　　　　　　　　　　　　　大三島町━┫
　　　　　　　　　　　　　　　　　　　　　　　　　　　　関前村━━┛

（注記）今治市以下の市町村の合併以前の系譜はそれぞれの市・町・村の記事を参照のこと。

```

## 行政
- 町長 門田迪郎（かどた みちお）最後の町長
- 市町村合併の経緯
大西町では、陸地部3箇町（大西町、波方町、菊間町）での合併を志向するむきも一部にあったが、大きな流れにはならず、今治市を中心とした12市町村という全国的にも大規模な合併となった。

### 文化
- 祭り
継獅子は今治地方で広く見られるが、大西町九王地区の船上継獅子は全国でも珍しい。

## 教育
町内に高等学校はない。

## 経済・産業
- 造船、タオルを主力産業とする。今治市に近く、町外の事業所への通勤者も多い。
- 農業はみかん中心であるが、銘柄産地とまではいかない。

### 主要企業

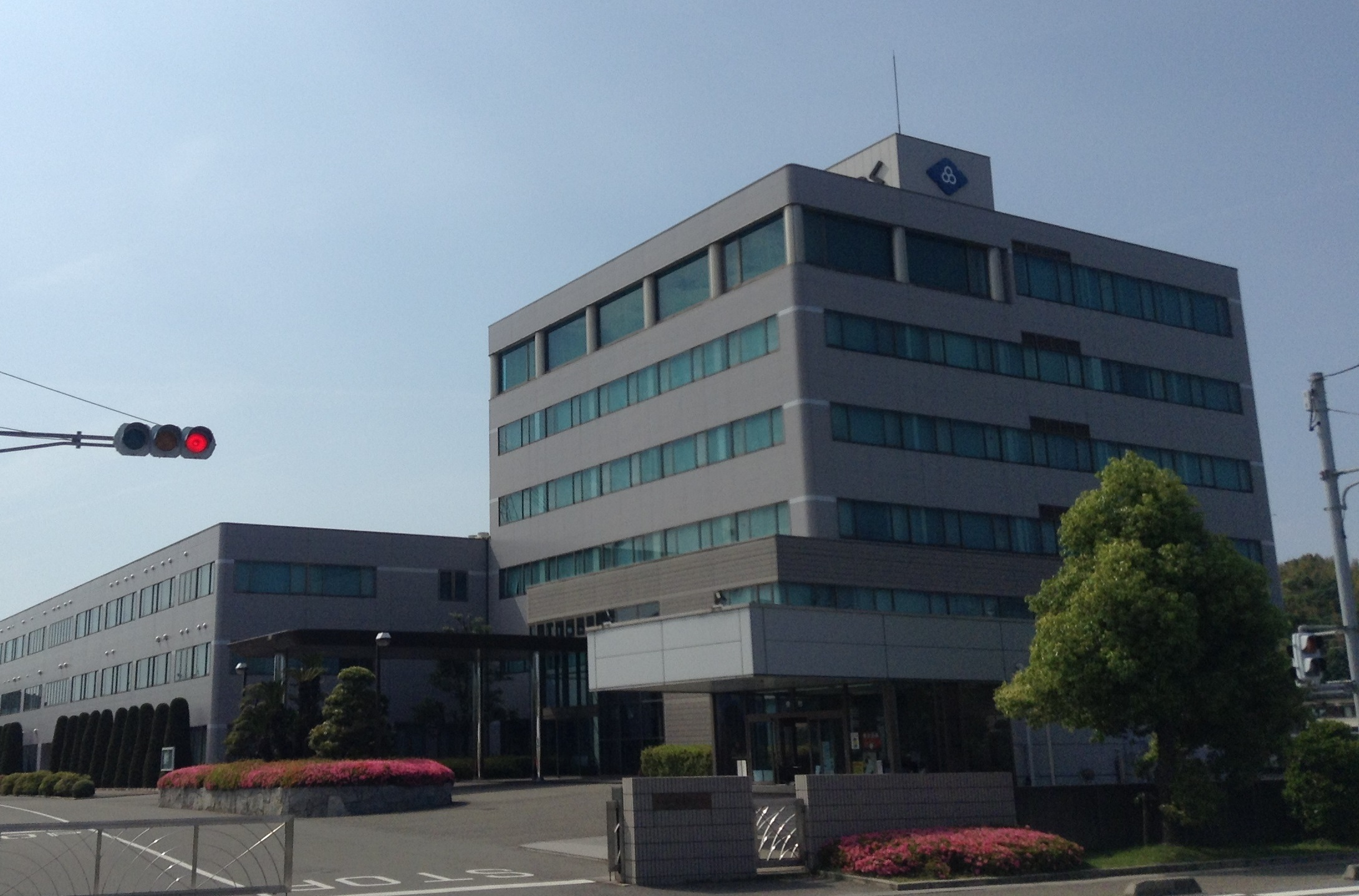
新来島どっく 大西総合事務所

- 潮冷熱 陸上本部･大西事業所･アフターサービス課
- 渦潮電機 本社･大西工場
- 新来島どっく 大西総合事務所･大西工場
- 新来島宇品どっく 本社
- 新来島広島どっく 本社
- 新来島製作所 本社･工場
- 眞鍋造機 大西工場：部品製造部門

### 小売店
- Aコープおおにし
- 大西ショッパーズ（今治デパート）

### 金融機関
- 伊予銀行 大西支店
- 愛媛信用金庫 大西支店
- 越智今治農業協同組合 大西支店

## 交通

### 鉄道
四国旅客鉄道（JR四国）
予讃線：大西駅（普通のみ停車）

### 道路
国道
国道196号
県道
県道15号
- 最寄インターチェンジ　西瀬戸自動車道今治北インターチェンジ
- 松山市まで約40km
- 今治港まで約7km

## 観光
- 観光地 - 星の浦海浜公園、鴨池海岸、妙見山古墳、藤山健康文化公園、隠れキリシタン遺跡
- イベント - 各地の祭りで継獅子が披露される
- 特産品 - みかん、伊予柑、ジャム、雲渓もなか